# 明日に架ける愛
『明日に架ける愛』（あすにかけるあい）は、2012年3月31日公開の日本映画。日中友好40周年記念作品。第24回東京国際映画祭特別上映作品。

## ストーリー
シングルマザーの悠子（市井紗耶香）は、ファッションデザイナーとして時間に追われながら働き、娘や育ての親である祖母（八千草薫）とすれ違いの日々を送っていた。そんなとき悠子に一世一代の仕事のチャンスが訪れる。TGC Girls Collection 2011 北京に出品するドレスのデザインをするというものだった。そのイベントで悠子は、幼少期に中国から日本・青森に転校してきていたユーアン（アレックス・ルー）と再会する。まさかの彼との再会により、悠子は忘れかけていた本当の自分を取り戻しはじめる。残留日本人孤児だった祖母は、国境も民族も越えて想い合うふたりを見て、何十年もの間そっと胸に閉まい込んでいたある秘密について、悠子に手紙を残すのだった。

## キャスト
- 佐伯悠子（主人公、ファッションデザイナー） - 市井紗耶香
- 王子安（「TGC北京」の中国側ディレクター、悠子の幼馴染） - アレックス・ルー（鹿凌桀）
- 幼い頃の悠子 - 大森絢音
- 幼い頃の子安 - 林遼威
- 緒方勉（カメラマン、悠子の元夫） - 高田宏太郎
- 井上七海（アパレルメーカー「FAWN・ファウン」の広報担当） - 加藤夏希
- 浮田智弘（週刊芸能誌編集長） - 大杉漣
- 朱江（「TGC北京」の北京側主催責任者） - 馬蘇（中国語版）
- 朱江上司 - 張天翔
- 黒木沙緒里（アパレルメーカー「FAWN・ファウン」女性社長） - 山本未來
- 岸田孝雄（アパレルメーカー「ワイド」社長） - 髙嶋政宏
- 佐伯茂子（悠子の祖母、中国残留日本人孤児） - 八千草薫

## スタッフ
- 監督 - 香月秀之
- 製作総指揮 - 周帆
- エグゼクティブプロデューサー - 小鹿康光、覃宏、徐淑鳳、清瀧静男、瀬端文雄
- ゼネラルプロデューサー - 平田樹彦、張慶源
- チーフプロデューサー - 櫻井一葉
- プロデューサー - 藤井賢一、安久慎一、劉玥
- 脚本 - 香月秀之
- 音楽 - MOKU
- 撮影 - 小林元
- 美術 - 山下修侍
- 照明 - 椎原教貴
- 録音 - 永口靖
- 編集/VFX - 人見健太郎
- スタイリスト - 伊藤正美
- 装飾- 中澤正英
- スクリプター - 久保田民子
- 助監督 - 出射均
- 制作担当 - 中島正志
- キャスティング- 梶野友紀子
- 製作 - アンダーゼットグループ、アドネス、フレッシュハーツ、トップライン
- 制作プロダクション - フレッシュハーツ
- 後援 - 外務省、青森県、中国人民対外友好協会、中国友好和平発展基金会
- 協賛 - JAL、つがる市、弘前市
- 協力 - 青森県観光国際戦略局、つがる市フィルムコミッション、弘前観光コンベンション協会、弘前市フィルムコミッション
- 配給 - ティ・ジョイ
- 宣伝協力 - ヨアケ

## 主題歌
- 「Brave your heart」倉木麻衣 feat.アレックス・ルー - 映画のために書下ろされた曲。